# Centromerus leruthi
Centromerus leruthi là một loài nhện trong họ Linyphiidae. Chúng được Jean-Louis Fage miêu tả năm 1933.